# 현충로 (대구)
현충로(Hyeonchung-ro)는 대구광역시 남구 대명동 현충삼거리와 계명네거리를 잇는 대구광역시의 도로이다. 충혼탑 인근에서 시작되는 도로로 순국선열과 호국영령들의 정신을 기리기 위해 현충로로 명명되었다.

## 주요 경유지
대구광역시
- 남구 대명동

## 노선
| 이름                | 접속 노선                          | 소재지     | 소재지 | 비고 |
| ------------------- | ---------------------------------- | ---------- | ------ | ---- |
| 현충삼거리          | 대구광역시도 제22호선 (앞산순환로) | 대구광역시 | 남구   |      |
| 남명삼거리          | 대명남로                           | 대구광역시 | 남구   |      |
| 앞산네거리          | 대구광역시도 제28호선 (대명로)     | 대구광역시 | 남구   |      |
| 남도초등학교 교차로 | 현충로25길 현충로26길              | 대구광역시 | 남구   |      |
| 삼각지네거리        | 양지로 중앙대로31길                | 대구광역시 | 남구   |      |
| 계명네거리          | 대구광역시도 제51호선 (명덕로)     | 대구광역시 | 남구   |      |
| 남산로와 직결       |                                    |            |        |      |

## 주요 건물 및 시설
- 예수성심시녀회 수녀원 (대구광역시 남구 현충로 2)
- 서대명파출소 (대구광역시 남구 현충로 51)
- 대구 YWCA (대구광역시 남구 현충로 64)
- TBN 대구교통방송 (대구광역시 남구 현충로 120)
- 영남이공대학교 (대구광역시 남구 현충로 170)

## 같이 보기
- 현충로역